# Ulises de la Cruz
Ulises Hernán de la Cruz Bernardo (ur. 8 lutego 1974 w Piquiucho) – ekwadorski piłkarz, prawy obrońca. Posiada również obywatelstwo angielskie.
Jego syn Daniel de la Cruz również jest piłkarzem.

## Kariera sportowa
Ulises de la Cruz swoją występował w reprezentacjach młodzieżowych Ekwadoru. W pierwszej reprezentacji zadebiutował 28 maja 1995 roku w meczu z Japonią.
Prawdziwa karierę w kadrze de la Cruz zawdzięcza ówczesnemu trenerowi Ekwadoru: Hernanowi Dario Gomezowi, który postawił na niego w eliminacjach do mundialu w Korei i Japonii. Potem de la Cruz wystąpił we wszystkich spotkaniach na tychże Mistrzostw, w turnieju Copa America 2004 i w eliminacjach do mundialu w Niemczech.
W reprezentacji Ekwadoru grał do 2007 roku. W tym czasie rozegrał 101 spotkań i zdobył sześć goli.
Po grze w południowoamerykańskich klubach, w 2001 roku podpisał kontrakt ze szkockim Hibernian. Następnie, do 2006 roku grał w angielskiej Aston Villi oraz w Reading. W 2009 roku trafił do Birmingham City i po rozegraniu jednego meczu przeszedł do LDU Quito, gdzie występował już wcześniej.
Ulises de la Cruz urodził się w regionie Valle del Chota, który jest jednym z najbiedniejszych w kraju. Piłkarz założył fundację, która działa w rodzinnych stronach zawodnika, realizując takie założenia jak choćby kształcenie młodych sportowców.